# شابلينا
شابلينا هي مدينة تقع في كانتون الهرسك-نيريتفا، البوسنة والهرسك. تقع بالقرب من الحدود مع كرواتيا وعلى بعد 20 كم من البحر الأدرياتيكي.